# Laccaria cyanolamellata
Laccaria cyanolamellata är en svampart som beskrevs av B.E. Lechner & J.E. Wright 2006. Laccaria cyanolamellata ingår i släktet Laccaria och familjen Hydnangiaceae.   Inga underarter finns listade i Catalogue of Life.